# Marta Vallmitjana i Alemany
Marta Vallmitjana i Alemany   (Barcelona, 1934) és una arquitecta i urbanista veneçolana d'origen català.
Filla del pintor Abel Vallmitjana i Vallès, els seus pares van emigrar a Veneçuela quan ella tenia només quatre anys. Entre 1952 i 1954 va viure a Florència, on va estudiar art, i el 1958 va graduar-se en arquitectura i urbanisme per la Universitat Central de Veneçuela. Posteriorment va estudiar a i treballar a París i a Londres i el 1984 es doctorà en ciències, especialitat d'urbanisme, a Caracas (1984). Va exercir durant anys de planificadora urbana i docent a Veneçuela.
Ha tingut diversos càrrecs, entre d'altres, Directora de l'Institut d'Urbanisme de la Facultat d'Arquitectura i Urbanisme de la Universitat Central de Veneçuela (1975-79), Coordinadora del Doctorat en Ciències, menció urbanisme, a l'Institut d'Urbanisme (1985, 1988 i 1991), Directora de la comissió d'estudis per a graduats (1981, 1988 i 1989), professora invitada a la Universitat de Cambridge, Anglaterra (1980-81), coordinadora docent de l'Institut d'Urbanism (1986-87).

## Obres
- Un modelo urbano y regional (1975-1976)
- Un modelo urbano-regional y su aplicación a la región Falcón-Zulia y las ciudades de Maracaibo y de la costa oriental del lago (1976)
- Dinàmica de los sistemas urbanos (1978-1980)
- Estudio de Caracas. Evolución del patrón urbano desde la fundación de la ciudad hasta el período petrolero 1567-1936 (1990)
- El plan Rotival. Cincuenta años después (1992).